# CPO-STV
CPO-STV, oder Comparison of Pairs of Outcomes by the Single Transferable Vote (Paarweiser Vergleich von Ergebnissen der Übertragbaren Einzelstimmgebung) ist eine Rangfolgewahl, das eine proportionale Abbildung des Wahlergebnisses im Sinne der Verhältniswahl verwirklichen soll. Es ist eine sehr ausgeklügelte Variante der Übertragbaren Einzelstimmgebung (Single Transferable Vote, STV), welche einige der Schwächen herkömmlicher STV-Verfahrens beheben soll. Wie in anderen Formen der STV, wird in einer CPO-STV-Wahl mehr als ein Kandidat gewählt, und die Wähler können entsprechend ihrer Vorlieben mehrere Kandidaten in eine Rangfolge bringen. Es handelt sich um ein relativ neues System, das bisher noch bei keiner öffentlichen Wahl angewendet wurde.
Traditionelle Formen der STV bieten Wählern Anreize, unter bestimmten Umständen taktisch zu wählen. Sie führen somit zu Ergebnissen, die nicht immer den Präferenzen der Wähler entsprechen. Der Grund für diese Probleme ist, dass STV mitunter Kandidaten in einem frühen Stadium der Auszählung eliminiert, die später vielleicht noch gewählt worden wären, wenn sie länger hätten im Rennen bleiben dürfen.
CPO-STV wurde von Nicolaus Tideman entwickelt und zielt darauf, die besagten Nachteile zu überwinden, indem einige der Merkmale der Condorcet-Methoden, welche eigentlich für Wahlen mit nur einem Gewinner entwickelt wurden, in das STV aufgenommen werden. CPO-STV arbeitet mit einem erschöpfenden Vergleich der verschiedenen möglichen Wahlausgänge, um zu bestimmen, welches Ergebnis am besten den Präferenzen der Wähler entspricht. Wird CPO-STV bei einer Wahl mit nur einer zu wählenden Person angewendet, wird sie zu einer Condorcet-Methode, genauso wie das herkömmliche STV zu Instant-Runoff-Voting (IRV) wird. Eine weitere STV Variante die auch das Condorcet-Kriterium erfüllt, ist die Schulze STV.

## Stimmabgabe
Jeder Wähler ordnet die Kandidaten entsprechend seinen Präferenzen. Beispielsweise folgendermaßen:
1. Andrea
2. Carter
3. Brad
4. Delilah
5. Scott

Die genauen Regeln für eine jeweilige CPO-STV-Wahl entscheiden, ob ein Wähler jeden einzelnen Kandidaten in die Rangfolge bringen muss, und ob er mehreren Kandidaten denselben Rang geben darf.

## Verfahren

### Festlegung der Quote
Für eine CPO-STV-Wahl können sowohl die Hare-Quote als auch die Droop-Quote verwendet werden. Tidemann empfiehlt allerdings die Hagenbach-Bischoff-Quote. Dies ist eine rationale Zahl: die Gesamtzahl der abgegebenen gültigen Stimmen geteilt durch eins mehr als die Zahl der zu besetzenden Sitze. Die Formel lautet also:
{\displaystyle {\rm {Stimmen}} \over {\rm {Sitze+1}}}

## Bestimmung der Gewinner
CPO-STV vergleicht jedes mögliche Ergebnis einer Wahl, um die Menge der Gewinner (Kandidaten-Konstellation) zu bestimmen, die es als die besten ansieht. Das gewinnende Ergebnis wird mit Hilfe einer Condorcet-Methode bestimmt. Das heißt, die Ergebnisse werden in einer Serie imaginärer Zweikämpfe eines mit dem anderen verglichen. Für gewöhnlich gibt es ein Ergebnis, das jeden dieser Zweikämpfe gewinnt. Es ist diese Kandidaten-Konstellation, die für gewählt erklärt wird.
Wenn zwei Ergebnisse miteinander verglichen werden, wird eine spezielle Methode verwendet, um jedem eine Punktzahl zu geben und so zu bestimmen, welches der beiden der Gewinner ist. Wenn zwei Ergebnisse verglichen werden, gibt es folgende Schritte:
1. Streichung der Kandidaten, die in keinem der Ergebnisse vorkommen: Alle Kandidaten, die in keinem der beiden Ergebnisse vorkommen, werden gestrichen, und ihre Stimmen werden übertragen. Die Stimme jedes Wählers, der einen ausgeschlossenen Kandidaten unterstützt, wird auf seinen nächstliebsten Kandidaten übertragen, sofern dieser in wenigstens einem der zwei Ergebnisse vorkommt.
2. Übertragung von Überschüssen von Kandidaten in beiden Ergebnissen: Wo die Anzahl der Stimmen für einen Kandidaten größer als die Quote ist, wird der Überschuss oberhalb der Quote übertragen. Allerdings werden nur die Überschüsse von Kandidaten übertragen, die in beiden Ergebnissen vorkommen; alle anderen Überschüsse werden ignoriert. Die überschüssigen Stimmen können nur auf Kandidaten übertragen werden, die in wenigstens einem der beiden Ergebnisse vorkommen.
3. Addition der Gesamtzahl: Nachdem alle notwendigen Streichungen und Übertragungen stattgefunden haben, werden in beiden Ergebnissen die so ermittelten Stimmenzahlen der einzelnen Kandidaten addiert. Das Ergebnis wird als die Punktzahl dieses Ergebnisses betrachtet.
4. Ausrufung des Gewinners: Das Ergebnis mit der höheren Zahl wird zum Gewinner dieses konkreten Vergleichs erklärt.

Mitunter geschieht es, dass, nachdem jedes mögliche Ergebnis mit jedem anderen möglichen Ergebnis verglichen wurde, kein alleiniger Sieger, der alle andere schlägt, feststeht. D.h. es gibt dann keinen eindeutigen Condorcet-Sieger. In solchen Fällen muss ein komplizierteres Verfahren verwendet werden, das den Zirkelschluss des Condorcet-Paradoxes aufbricht, damit eine eindeutige Kandidaten-Konstellation als Gewinner der CPO-STV-Wahl bestimmt werden kann. Die genaue Methode zum Aufbrechen des Zirkelschlusses hängt von der Art der verwendeten Condorcet-Methode ab. Zu den ausgefeilteren Condorcet-Methoden zählen Ranked Pairs (auch von Tideman entwickelt) und die Schulze-Methode.

## Methode zur Übertragung von Überschüssen
Traditionelle Formen der STV unterscheiden sich in der Art, wie überschüssige Stimmen übertragen werden. Ältere Formen der STV verwenden entweder eine Zufallsauswahl (Hares Methode) oder ein System der Übertragung von Stimmenbruchteilen (Gregory-Methode). Diese Verfahren sind allerdings ziemlich grob und können zu taktischem Wählen ermutigen. Warrens Methode und Meeks Methode sind ausgefeilter. CPO-STV ist mit all diesen Methoden kompatibel. Es liegt also in der Verantwortung derer, die sich für ein Wahlsystem entscheiden, welche konkrete Methode verwendet werden soll.